# スプレイグ・グランディの定理
スプレイグ・グランディの定理（英: Sprague–Grundy theorem）とは、 組合せゲーム理論において、通常のプレイ規約下におけるすべての公平ゲームはニム数と等価であることを意味する定理である。このとき、公平ゲームにおけるグランディ値やニム値はゲームと等価なユニークな数として定義される。位置（もしくは位置の加数）に自然数（例えばニムのようなゲームにおいて考えられるヒープのサイズ）によって添字が付けられているゲームの場合、連続したヒープサイズに対するニム数の列はゲームのニム列と呼ばれる。 
この理論は R. P. Sprague (1935) と P. M. Grundy (1939) により別々に発見された。